# Punctelia subrudecta
Punctelia subrudecta (Basionym: Parmelia subrudecta) ist eine in Mitteleuropa häufigere Blattflechtenart aus der Familie der Parmeliaceae, die auf Baumrinde wächst.

## Beschreibung
Das rosettige Lager der Flechte ist weißgrau bis bläulichgrau (feucht leicht grünlich), vor allem an der Peripherie zuweilen etwas bräunlich überlaufen. Der Durchmesser erreicht bis zu 5 cm. Auf den am Rand etwas aufsteigenden Lappen werden fleckförmige Sorale ausgebildet, die aus weißlichen, punktförmigen Pseudocyphellen hervorgehen. An den Rändern befinden sich teilweise bortenartige Sorale, besonders im Lagerinneren. Die Unterseite des Thallus ist meist hell. Apothecien sind sehr selten.

## Verbreitung
Punctelia subrudecta ist in Süd- und Mitteleuropa anzutreffen (dort bis in Höhen von etwa 1000 m) und dringt bis nach Südskandinavien vor. Sie gedeiht hauptsächlich auf mäßig bis stärker saurer Rinde freistehender Laubbäume, etwa auf Obstbäumen oder auch in lichten Eichenbeständen.
Als „gemäßigt mediterrane“ Art wird Punctelia subrudecta beim Monitoring lokaler Klimaveränderungen mittels Flechtenkartierung eingesetzt.